# Guelfo Zamboni
Guelfo Zamboni (Santa Sofia, 1897 – Roma, 1994) è stato un diplomatico italiano.
Console a Salonicco ai tempi della seconda guerra mondiale, salvò almeno 350 ebrei dalla cattura e deportazione da parte dei nazisti.

## Biografia
Quando Guelfo Zamboni nacque, nel 1897, a Santa Sofia; il suo paese natale faceva parte della Toscana (si tratta della cosiddetta Romagna Toscana) e venne poi aggregato alla Provincia di Forlì.
Ultimo di otto figli, Guelfo apparteneva a una piccola famiglia di artigiani. I genitori avrebbero preferito che diventasse sacerdote, ma morirono presto, lasciando Guelfo orfano in giovanissima età.
Decise lo stesso di andare a scuola e, per mantenersi, affrontò i lavori più umili.

Combatté diciannovenne in fanteria nella prima guerra mondiale, dal 1916 al 1918, e venne decorato con una medaglia di bronzo al valor militare e una croce al merito per le ferite subite.
Al termine delle ostilità conseguì la tanto agognata laurea, in economia e commercio.
Nel 1925 vinse il concorso che lo proiettò nella carriera diplomatica. Fu collaboratore di Bernardo Attolico a Berlino. Imparò la lingua tedesca, parlandola ottimamente.
Durante la seconda guerra mondiale fu Console a Salonicco. Nella città greca riuscì a salvare almeno 350 ebrei dalla cattura da parte dei nazisti.
Terminata la guerra, Zamboni ebbe incarichi diplomatici a Baghdad e in Thailandia, ove fino al 1961 fu l'ambasciatore italiano a Bangkok.
Nell'ottobre 1992 l'istituto Yad Vashem di Gerusalemme inviò a Guelfo Zamboni una lettera ufficiale di ringraziamento in riconoscimento del suo operato a favore di molti ebrei di Salonicco. Nel 2002 l'allora ambasciatore israeliano in Italia, Ehud Gol, si è recato a Santa Sofia per scoprire un cippo in sua memoria.

### Il salvataggio degli ebrei di Salonicco
Durante la seconda guerra mondiale, nel 1942 Zamboni venne nominato Console generale d'Italia a Salonicco, città occupata dalle truppe naziste.
In quel periodo Salonicco ospitava la più grande comunità (56.000 persone) al mondo di ebrei sefarditi, tra cui molti di origine italiana. Nel giugno dello stesso anno giunse nella città la Einsatzstab Reichsleiter Rosenberg, che iniziò la sistematica confisca di archivi, biblioteche, manoscritti che furono spediti all'istituto di studi ebraici a Francoforte sul Meno. Tra il marzo e l'agosto del 1943 i tedeschi deportarono nei campi di sterminio quasi tutta la popolazione ebraica di Salonicco.
Zamboni non poté evitare la tragedia, però fece quanto era nelle sue possibilità per salvare gli ebrei italiani. Riuscì anche a riconoscere e a estendere la cittadinanza italiana provvisoria a 280 ebrei greci. I certificati di nazionalità italiana, con l'aggiunta a mano "provvisorio", furono concessi a persone che non conoscevano una parola di italiano, ricorrendo allo stratagemma dei lontani parenti. Il loro numero si accrebbe fino a toccare le 350 unità. Zamboni li salvò quindi dalla deportazione.

Zamboni lasciò Salonicco il 18 giugno 1943 per tornare a Roma. La sua opera a protezione degli ebrei venne proseguita dal suo successore Giuseppe Castruccio. Castruccio organizzò il «treno della salvezza», il convoglio che trasportò gli ebrei con passaporto italiano ad Atene, situata nella zona d'occupazione italiana.
L'operato di Zamboni fu descritto da un suo collaboratore, il capitano Lucillo Merci, ufficiale di collegamento con le forze tedesche, autore di un diario dettagliato degli eventi.

Guelfo Zamboni invece non fece mai pubblicità alla sua opera e rimase un perfetto sconosciuto in patria fino alla soglia dei 95 anni (nel 1992), quando concesse la prima intervista dopo la lettera inviatagli dall'istituto Yad Vashem.
Nel 2008 l'Ambasciata italiana ad Atene ha pubblicato il libro Ebrei di Salonicco 1943, i documenti dell'umanità italiana, curato da Antonio Ferrari (Corriere della Sera), Alessandra Coppola (Università di Padova) e Jannis Chrisafis (giornalista greco). Nel volume vengono riportati quasi integralmente i telex inviati da Zamboni a Roma.
Alla vicenda di Zamboni si ispira l'opera teatrale Salonicco '43 scritta da Gian Paolo Cavarai, Ferdinando Ceriani e Antonio Ferrari. Diretta da Ferdinando Ceriani,  presentata in anteprima all'Università di Tel Aviv il 23 settembre 2008, durante una serata d'onore organizzata dall'Istituto Italiano di Cultura.
Dal 2011 è ricordato come Giusto al Giardino dei Giusti di tutto il mondo di Milano.